# Pamochrysa stellata
Pamochrysa stellata är en insektsart som beskrevs av Bo Tjeder 1966. Pamochrysa stellata ingår i släktet Pamochrysa och familjen guldögonsländor. Inga underarter finns listade i Catalogue of Life.